# 12-й повітряний корпус (Третій Рейх)
12-й повітряний корпус (нім. XII. Fliegerkorps) — авіаційний корпус Люфтваффе за часів Другої світової війни. 15 вересня 1943 року переформований на I винищувальний корпус.

## Історія
12-й повітряний корпус сформований 1 серпня 1941 року на основі штабу 1-ї нічної винищувальної дивізії в Зейсті на території окупованої Голландії. 15 вересня 1943 року він переформований на I винищувальний корпус.

## Командування

### Командири
- Генерал-лейтенант, з 1 січня 1943 року генерал авіації Йозеф Каммгубер (нім. Josef Kammhuber) (9 серпня 1941 — 15 вересня 1943).

## Підпорядкованість
| Час           | Група армій (округ)            | Штаб  |
| ------------- | ------------------------------ | ----- |
| 1 серпня 1941 | Командування Люфтваффе «Центр» | Зейст |
| 1 січня 1942  | Командування Люфтваффе «Центр» | Зейст |
| 1 січня 1943  | Командування Люфтваффе «Центр» | Зейст |

## Бойовий склад IX повітряного корпусу
Формування управління, забезпечення та підтримки
- Спеціальний авіаційний підрозділ XII повітряного корпусу (Flugbereitschaft XII. Fliegerkorps)
- 32-й спеціальний авіаційний полк (Luftwaffen-Nachrichten-Regiment 32).

- Винищувальне командування в Центральній Німеччині (Jagdfliegerführer Mitteldeutschland).
- 1-ша зенітна прожекторна дивізія (1. Flakscheinwerfer-Division);
- 2-га зенітна прожекторна дивізія (2. Flakscheinwerfer-Division);
- 1-ша винищувальна ескадра (JG 1);
  - штаб 1-ї винищувальної ескадри (Stab/JG 1);
  - I./1-ї винищувальної ескадри (I./JG 1);
  - II./1-ї винищувальної ескадри (II./JG 1);
  - IV./1-ї винищувальної ескадри (IV./JG 1).